# Nóvoie Txàplino
Nóvoie Txàplino (en rus: Новое Чаплино) és un poble del districte autònom de Txukotka, a Rússia, que el 2015 tenia 378 habitants.